# Árbol y Hoja
Árbol y Hoja es una colección de trabajos escritos por J. R. R. Tolkien publicados originalmente en 1964 y que incluía dos obras, el ensayo Sobre los cuentos de hadas y el relato corto Hoja, de Niggle, ambos ilustrados por Pauline Baynes. Posteriormente, en la edición de 1988, se agregó un tercer elemento, el poema Mitopoeia, así como una introducción de Christopher Tolkien.
Los dos relatos fueron publicados también en 1966 en la colección The Tolkien Reader, que también incluía Egidio, el granjero de Ham, Las aventuras de Tom Bombadil y otros poemas de El Libro Rojo, La batalla de Maldon, y El anillo mágico de Tolkien, de Peter S. Beagle.